# Урочище Калинов куст
Урочище Калинов куст — особо охраняемая природная территория. Располагается на юго-западе района в 3 километрах к западу от хутора Пухляковский на границе Ростовской области с Воронежской областью. Занимает 1 квартал Казанского лесничества Верхнедонского лесхоза.

## Описание
Ботанический памятник природы местного значения с режимом заказника. Образован 23 августа 1985 года. Общая площадь составляет 133 гектара, под лесом — 87 гектаров, нелесные земли — 46.

## Природные особенности
Урочище «Калинов куст» — участок притеррасной поймы, где представлены фрагменты пойменного и аренного березового леса и луговой растительности. Отличается высоким уровнем биоразнообразия, где сосредоточены ключевые популяции некоторых видов растений, внесенных в Красные книги Ростовской области и Российской Федерации. Имеет научное, природоохранное, просветительское значение. Почвы — супесчаные и песчаные, почвообразующие породы — лёссовидные суглинки и глины.

## Примечание
1. ↑  «Урочище Калинов куст» - Современное географическое, социально-экономическое положение. www.uverenniy.ru. Дата обращения: 28 декабря 2019. Архивировано 28 декабря 2019 года.
2. ↑  Урочище Калинов куст | ООПТ России. oopt.aari.ru. Дата обращения: 28 декабря 2019. Архивировано 27 декабря 2019 года.